# 啓輔 (呼出)
啓輔（けいすけ、1983年（昭和58年）1月24日 - ）は、大相撲の十両呼出である。本名は中野 大輔（なかの だいすけ）。放駒部屋→芝田山部屋所属。血液型はO型。

## 人物
石川県金沢市出身。中学校卒業と同時に放駒部屋に入門し、1998年5月場所、15歳で初土俵。1999年7月場所より、放駒部屋付きだった12代芝田山（元横綱・大乃国）の独立に同行して芝田山部屋所属となった。2020年1月場所より十両呼出。

## 履歴
- 1998年3月場所 - 初土俵。序ノ口呼出。
- 2002年9月場所 - 序二段呼出。
- 2006年1月場所 - 三段目呼出。
- 2012年1月場所 - 幕下呼出。
- 2020年1月場所 - 十両呼出。